# Morphine
Morphine byla americká hudební skupina hrající alternativní rock, kterou dali dohromady Mark Sandman, Dana Colley a Jerome Deupree v roce 1989. Po úmrtí frontmana skupiny Marka Sandmana na infarkt se skupina v roce 1999 rozpadla.
Kombinace bluesových a jazzových prvků s tradičními rockovými aranžemi zajistila skupině její neobvyklý sound. Kapela se proslavila Sandmanovým charakteristickým bezstarostným zpěvem, jeho hlubokým hlasem a texty, které často čerpaly z poezie beatnických básníků. Kapela neměla žádného kytaristu, zvuk stál jen na bicích, bariton saxofonu a dvoustrunné slide baskytaře.
Ačkoli kapele sklízela převážně pozitivní kritiky, komerčně až tak úspěšná nebyla. Ve Spojených státech ji hrála pouze rádia zaměřená na tehdy právě se formující indie rockovou komunitu. Neúspěch v komerčních radiových stanicích částečně zapříčinil malý úspěch v jejich domovských Spojených státech. Skupina se ale dokázala proslavit v zahraničí a to hlavně v Belgii, Portugalsku, Francii a Austrálii.
K názvu Morphine se Mark Sandman v počátcích skupiny vyjádřil následovně: „Slovo Morfin pochází ze slova Morfeus. Ten byl bohem snů, a tenhle koncept se nám zalíbil... Slyšel jsem, že existuje lék zvaný morfin, ale odtud ten název nemáme... My jsme snili, Morfeus přichází do našich snů...a my jsme se probudili a založili tuhle skupinu...“

## Historie

### Vznik a léta u nezávislých vydavatelství (1989–1996)
Morphine vytvořili v roce 1989 basista a zpěvák Mark Sandman, člen bluesovo alternativní rockové skupiny Treat Her Right , saxofonista Dana Colley, bývalý člen lokální bostonské kapely Three Colors a bubeník Jerome Deupree, který hrál se Sandmanem ve skupině Hypnosonics. Činorodý hudebník Sandman, často experimentující s podomácku vyrobenými nástroji, hrál na vlastnoručně vyrobenou jednostrunnou basovou kytaru technikou skluzu (slide). Později přidal druhou strunu. Deupree skupinu v roce 1991 na krátkou dobu ze zdravotních důvodů opustil a byl dočasně nahrazen Billy Conwayem, bubeníkem Treat Her Right. V tomto období si skupina vytvořila početné místní publikum a občas vyjela na turné.
Po návratu Deupreeho nahráli v roce 1991 své debutové album Good pro bostonské nezávislé vydavatelství Acurate/Distortion. Album bylo pozitivně přijato kritikou a rozšířilo řady příznivců skupiny. Morphine poté podepsali smlouvu s vydavatelstvím Rykodisc, pod jehož značkou bylo Good vydáno znovu.
V roce 1993 následovalo album Cure for Pain, které si získalo pozornost i za hranicemi Nové Anglie a singly Thursday a Buena se objevily ve vysílání studentských rádií. V průběhu nahrávání Conway znovu nahradil Deupreeho, který však na Cure for Pain nahrál většinu perkusních partů. Po dokončení alba skupina koncertovala v USA, Evropě, Japonsku a Austrálii.
Skladby Sheila a In Spite of Me byly v roce 1994 výrazným způsobem zařazeny na soundtrack k filmu Spanking the Monkey. Do studia se skupina vrátila v roce 1995, aby vytvořila nahrávku nazvanou Yes. Video klip vytvořený k singlu Honey White se objevil v animovaném seriálu MTV Beavis and Butt-head.

### Období u DreamWorks Records (1997–1999)
Po dvou letech koncertování podepsali Morphine smlouvu s velkým vydavatelstvím DreamWorks Records, které jim v roce 1997 vydalo nahrávku Like Swimming. Ačkoli u kritiky album uspělo, očekávání na průlom do amerického středního proudu se nesplnila. K singlu Early to Bed vydali v březnu 1997 DreamWorks video klip, který režíroval Jamie Caliri. Ponuré avšak humorné video si okamžitě získalo oblibu mezi příznivci skupiny a později dostalo nominaci na cenu Grammy. Téhož roku vydala skupina u vydavatelství Rykodisc kolekci B-stran singlů a živých nahrávek nazvanou B-Sides and Otherwise.
Následně se ke skupině pro živé i studiové hraní opět připojil Jerome Deupree, čímž se z Morphine stala čtveřice. Poslední album skupiny The Night bylo dokončeno na začátku roku 1999.
Dne 3. července 1999, při koncertě na festivalu Nel Nome del Rock v italském městečku Palestrina, nacházejícím se poblíž Říma, zkolaboval Mark Sandman na pódiu. Krátce poté zemřel, jako příčina byl uveden srdeční infarkt. Morphine okamžitě poté ukončili činnost. The Night vyšlo v roce 2000 a krátce po něm následovala „posmrtně“ vydaná alba, např. Bootleg Detroit, „oficiální živá bootlegová nahrávka,“ nebo Best of Morphine: 1992–1995, která obě vyšla na značce Rykodisc.

### Projekty po smrti Marka Sandmana
Během roku následujícího po Sandmanově smrti dali Dana Colley a Billy Conway dohromady seskupení Sandmanových přátel a kolegů nazvané Orchestra Morphine. S ním odjeli koncertní turné, kterým chtěli oslavit hudbu Morphine a také shromáždit prostředky pro hudební nadaci Mark Sandman Music Education Fund. Orchestra Morphine hrál zejména písně z alba The Night, ale i jiné skladby od Morphine a Hypnosonics. Ačkoli občas stále vystupují, na turné už nevyjíždějí. Jedna jeho členka, zpěvačka a kytaristka Laurie Sargent, se později přidala k projektu Twinemen, který Colley a Conway založili po zániku Morphine.
Conway a Colley také založili nezávislé vydavatelství Hi-n-Dry, které např. vydalo kolekci dvou CD a jednoho DVD nazvanou Sandbox, obsahující dříve nevydaný materiál pokrývající celé období Sandmanovy činnosti.
Jerome Deupree pokračoval v nahrávání s různými jazzovými hudebníky a později se stal členem skupiny Bourbon Princess. Dana Colley a Monique Ortiz, bývalá vůdčí členka Bourbon Princess, vytvořili v roce 2006 skupinu A.K.A.C.O.D. s níž vydali album Happiness a na koncertech hráli i skladby od Morphine.
V roce 2009 začali Colley a Deupree pravidelně hrát písně Morphine i nový materiál pod hlavičkou Members of Morphine (případně také Ever-Expanding Elastic Waste Band), spolu se zpěvákem, hráčem na kytaru a basovou kytaru Jeremy Lyonsem z New Orleans. V červenci 2009, ku příležitosti desátého výročí Sandmanovy smrti, zahráli na festivalu Nel Nome Del Rock Festival v italské Palestrině. Později téhož roku vydali Rhino Records dvoudiskovou sadu nevydaných skladeb Morphine nazvanou At Your Service. Následující rok vyšlo eponymní debutové album Members of Morphine.

## Členové skupiny
- Mark Sandman – 2strunná slide basová kytara, zpěv, klávesy, tritara (3strunná slide kytara), kytara, piano (1989–1999)
- Dana Colley – barytonsaxofon, tenorsaxofon, double saxofon, triangl (1989–1999)
- Jerome Deupree – bicí, perkuse (1989–1991, 1991–1993, 1998–1999)
- Billy Conway – bicí, perkuse (1991, 1993–1999)

## Hudební nástroje
Na to, že byli Morphine rockovou skupinou, používali neobvyklé hudební instrumenty. Hlavním nástrojem Marka Sandmana byla specificky naladěná dvoustrunná basová kytara, na kterou hrál technikou skluzu (slide). Při nahrávání ve studiu ovšem používal také kytaru, piano, klávesy a další kytarové nástroje, které sám vymyslel, jako byla např. tritara, s dvěma kytarovými strunami a jednou strunou basovou. Dana Colley hrál zejména na barytonsaxofon, dále na sopránsaxofon a tenorsaxofon a neobvyklý basový saxofon a občas hrál i na dva saxofony najednou, jako Roland Kirk. Čas od času hrál i na perkuse či dobro.

## Diskografie
Studiová alba
- Good (1992)
- Cure for Pain (1993)
- Yes (1995)
- Like Swimming (1997)
- The Night (2000)

Koncertní alba
- Bootleg Detroit (2000)
- Compilations
- B-Sides and Otherwise (1997)
- The Best of Morphine: 1992–1995 (2003)
- Sandbox: The Mark Sandman Box Set (2004)
- At Your Service (2009)

Singly
- Buena (1993)
- Thursday (1993)
- Cure for Pain (1994)
- Super Sex (1995)
- Honey White (1995)
- Early to Bed (1997)
- Murder for the Money (1997)
- Eleven O'Clock (1999)